# Distretto di Satuek
Il distretto di Satuek (in thailandese: สตึก) è un distretto (amphoe) della Thailandia, situato nella provincia di Buriram.